# Jesús Andreu Ardura
Licenciado en Derecho por la Universidad Complutense de Madrid, pertenece a la XXII promoción del Cuerpo Superior de Administradores Civiles del Estado. Realizó prácticas en el Instituto Nacional de Administración Pública, con estancias en el Civil Service College de Londres (Inglaterra) y en la Oficina del Defensor del Pueblo español y comenzó su trayectoria profesional como Jefe del Servicio de Presupuestos de Entidades tuteladas del Ministerio de Trabajo y Seguridad Social. Desde 1987, desarrolló su carrera en el ámbito de las Relaciones Internacionales, dentro del área de Comunicación del Portavoz del Gobierno, desempeñando los cargos de Jefe del Servicio de Relaciones y Cooperación en la Subdirección General de Acción Exterior; consejero Técnico en la Dirección General de Cooperación Informativa; subdirector General de la Secretaría Técnica de la Dirección General Técnica y de Servicios; subdirector General de Difusión de la Información de la Dirección General de Cooperación Informativa; subdirector General de Política Informativa Exterior en la Secretaría General de Información; director general del Área de Comunicación Internacional de la Secretaría de Estado de Comunicación y Consejero de Prensa en la Embajada de España en Lisboa.
Entre 2007 y 2012 fue miembro del Consejo de Administración de la Corporación RTVE, en la que ocupó también el cargo de presidente pro tempore. Desde el 1 de abril de 2012 es director de la Fundación Carolina, institución presidida por S.M. el Rey que se ocupa del fomento de las relaciones educativas y culturales entre España, Iberoamérica y otras partes del mundo, mediante la concesión de becas de postgrado y doctorado y el Programa Internacional de Visitantes. 
Está en posesión de diferentes condecoraciones nacionales e internacionales y es colaborador de diversos medios de comunicación entre los que destacan el diario El País y El Huffington Post. También es autor de la novela biográfica Tamara de Lempicka. Entrevistas